# Isaac Ordonez
Isaac Ordonez (Los Angeles, 15 aprile 2009) è un attore statunitense.
È noto per aver interpretato il personaggio di Pugsley Addams nella serie televisiva Mercoledì, divenendo membro fisso del cast dalla seconda stagione.

## Biografia
Isaac Ordonez nato a Los Angeles, in California, dove cresce e dove studia a casa per gran parte della sua infanzia. Appare in una manciata di film indipendenti e cortometraggi, oltre a interpretare un ruolo minore nel film Disney Nelle pieghe del tempo.
Nel 2022 Isaac Ordonez ottiene il suo primo ruolo importante, che dà una svolta alla sua carriera, quando viene scelto per interpretare Pugsley Addams, al fianco di Jenna Ortega, che interpreta la protagonista, nonché sorella del suo personaggio, Mercoledì Addams nella serie televisiva di Netflix Mercoledì (Wednesday), serie ispirata ai personaggi della famiglia Addams, creata nel 1938 da Charles Addams per le sue vignette sul periodico The New Yorker. Nella seconda stagione, presentata in anteprima nell'agosto 2025, Pugsley diviene un membro fisso del cast, quando si trasferisce anch'egli a studiare alla Nevermore Academy, seguendo la sorella Mercoledì.

## Filmografia

### Cinema
- Nelle pieghe del tempo (A Wrinkle in Time), regia di Ava DuVernay (2018)
- Jude, regia di Isaac Sanchez - cortometraggio (2019)
- Día De Las Carpas, regia di João Dall'Stella - cortometraggio (2019)
- Psycho Sally, regia di David D Aguilar - cortometraggio (2019)
- Dispara Y Mata, regia di Sophia Youssef - cortometraggio (2020)
- Color Box, regia di Anthony Nardolillo (2021)
- Husky, regia di Matt Sayles - cortometraggio (2022)

### Televisione
- Mercoledì (Wednesday) - serie TV, 6 episodi (2022-2025) - Pugsley Addams

### Videoclip
- Chromeo Must've Been, regia di Dugan O'Neal (2018)

## Doppiatori italiani
Nelle versioni in italiano delle opere in cui ha recitato, Isaac Ordonez è stata doppiata da:
- Arturo Sorino in Mercoledì